# Adris abathyglypta
Adris abathyglypta är en fjärilsart som beskrevs av Louis Beethoven Prout 1928. Adris abathyglypta ingår i släktet Adris och familjen nattflyn. Inga underarter finns listade i Catalogue of Life.